# Allan Fotheringham
Allan Fotheringham (Hearne, Saskatchewan, 31 de agosto de 1932 – Toronto, 19 de agosto de 2020) fue un periodista y escritor canadiense, ampliamente reconocido en su país como Dr. Foth y popular por su estilo satírico.

## Biografía
Iniciando su carrera en la década de 1950, Fotheringham escribió cerca de diez libros y trabajó para medios como The Vancouver Sun, Maclean's, Toronto Sun y The Globe and Mail, entre otros.
Falleció el 19 de agosto de 2020 en su hogar en Toronto a los ochenta y siete años. Sobre la causa de su muerte, su esposa afirmó que en los últimos meses su salud se venía deteriorando.